# Maksim Galanov
Maksim Galanov, född 13 mars 1974 i Krasnojarsk i Sovjetunionen, är en före detta rysk ishockeyspelare (back) som har spelat i NHL för Pittsburgh Penguins, Atlanta Thrashers, Tampa Bay Lightning och New York Rangers. Han avslutade sin karriär i den ryska ligan.